# Paul Hallez
 (septembre 2019).
Si vous disposez d'ouvrages ou d'articles de référence ou si vous connaissez des sites web de qualité traitant du thème abordé ici, merci de compléter l'article en donnant les références utiles à sa vérifiabilité et en les liant à la section « Notes et références ».
Pour les articles homonymes, voir Hallez.
Paul Marie Joseph Hallez, né à Lille le 10 septembre 1846 et mort dans la même ville le 2 novembre 1938, est un zoologiste, embryologiste et biologiste marin français.

## Biographie
Paul Hallez est d'abord préparateur d'histoire naturelle puis répétiteur du cours de zoologie à la Faculté des Sciences de Lille sous la direction de Jules Gosselet. Il soutient sa thèse en 1878 réalisée à partir de travaux effectués à la station marine de Wimereux (Université Lille Nord de France) : " Contribution à l'histoire naturelle des Turbellariés " (Thèse de Doctorat, vol. in-4°, 225 pages, XI planches), couronnée par une médaille d'or de la Société des sciences, de l'agriculture et des arts de Lille.
Il est maître de conférences à la Faculté de médecine de Lille de 1878 à 1881, puis maître de conférence à la chaire de zoologie de la Faculté des sciences de Lille de 1881 à 1882.
Il succède à Alfred Giard comme professeur de minéralogie et de géologie à l'Institut industriel du Nord (École centrale de Lille). Il est professeur titulaire de la chaire de zoologie jusqu'en 1906, puis professeur à la chaire d'Anatomie et d'Embryologie comparées qu'il occupe jusqu'en 1919.
Après le départ de Giard pour Paris en 1887 avec la station marine de Wimereux, Paul Hallez crée un laboratoire de biologie marine du Portel en 1888. Avec ses collègues Théodore Barrois et Romain Moniez, il fonde la Revue biologique du Nord de la France qui publie 7 numéros de 1889 à 1895. 
En 1872 nait son fils  Paul Antoine Hallez nommé comme son père Paul Hallez, puis en 1877,Pierre Joseph Edmond Hallez.

## Œuvre scientifique
« Paul Hallez laissera une œuvre scientifique considérable : 105 notes publiées en majeure partie dans les comptes rendus de l'Académie des Sciences, les Archives de Zoologie expérimentale et générale, la Revue Biologique du Nord de la France, le Bulletin de la Société des Sciences. Ces travaux sont représentés par diverses monographies qui concernent les vers plats, les Nématodes, les Bryozoaires, les Némertes, etc. P. Hallez a également procédé à la description de nouvelles espèces à partir des récoltes des expéditions Charcot dans l'Antarctique. »

### Espèces nommées en l'honneur de Paul Hallez
- Timea hallezi (Topsent, 1891)
- Procerastea halleziana Malaquin, 1893
- Scaptognathus hallezi Trouessart, 1894
- Obrimoposthia hallezi (Böhmig, 1908)

Voir aussi : Prorhynchidae, Stylochoides albus, Otoplanidae, Maricola, Paludicola, Terricola, Dendrocoelidae.